# 小網神社
小網神社（こあみじんじゃ）は、東京都中央区日本橋小網町にある神社。「小網神社社殿及び神楽殿附棟札・造営関係資料」は中央区有形文化財となっている（1991年4月1日指定）。

## 歴史
当地には元々恵心僧都源信が編んだ草庵があった。1466年（文正元年）、疫病が流行った折、この草庵に稲穂を持った老人が訪れ、数日間泊まった。その夜、庵主は恵心僧都の夢を見、「この老人を稲荷神として崇めれば、疫病は退散する。」というお告げを聞いた。翌朝、この老人の姿は消えていた。さっそく稲荷神を祀る神社を建てたところ、疫病も収まったという。領主の太田道灌もこの話を聞き、土地を寄進し、折に触れて参詣した。
明治期の神仏分離により、別当寺「萬福寿寺」（その後廃寺）から分離し、1873年（明治6年）には近代社格制度における「村社」となった。
1923年（大正12年）の関東大震災で社殿を焼失し、現社殿・神楽殿は、1929年（昭和4年）、大正期の明治神宮造営の工匠長・内藤駒三郎宮大工一門によって再建した。「昇り龍」「降り龍」などの彫刻が施されており、貴重な建築となっている。

## 祭神
- 倉稲魂神 （うかのみたまのかみ）
- 市杵島比賣神（いちきしまひめのかみ、弁財天、べんざいてん）
- 福禄寿 （ふくろくじゅ）

## 強運厄除
当社は「強運厄除の神さま」といわれている。関東大震災の時は、社殿そのものは罹災したが、当社神職は神体を携え、新大橋に避難し難を逃れた。また第二次世界大戦においては、都心にありながら奇跡的に空襲の被害に遭わずに済んでいる。また、当社氏子の出征兵士は全員生還し復員を果たしたという。

## どぶろく祭
毎年11月28日に、神前に供えたどぶろくが参拝者にふるまわれる「どぶろく祭」が開かれている。

## 交通アクセス
- 人形町駅より徒歩5分。

## 日本橋 七福神めぐり
近隣の神社と共に「日本橋七福神めぐり」の一社になっている。
- 笠間稲荷神社 東京別社（寿老神）
- 小網神社（福禄寿）
- 水天宮（弁財天）
- 末廣神社（毘沙門天）
- 椙森神社（恵比寿）
- 松島神社（大黒天）
- 茶ノ木神社（布袋）